# جون بلوم (ملحن)
جون بلوم (بالإنجليزية: John Blum)‏ هو ملحن وعازف بيانو أمريكي، ولد في 15 أبريل 1968 في نيويورك في الولايات المتحدة.